# Jadiyetu El Mohtar
Jadiyetu El Mohtar Sidahmed ( Dajla, Sahara español, 4 de febrero de 1959) es una periodista, profesora y activista saharaui. Miembro desde 1986 de la Unión Nacional de Mujeres Saharauis (UNMS) y la Delegación del Frente Polisario en España.

## Biografía
Ejerció la docencia desde 1978 a 1985 en la escuela Sidi Brahim Basiri en la población de Auserd de los campos de refugiados saharauis de Tinduf impulsando la divulgación del español. De noviembre 1975 hasta febrero de 1977 fue locutora de Radio Nacional de la República Árabe Saharaui Democrática.
Se trata de una figura reconocible en las campañas diplomáticas para conseguir apoyos políticos y humanitarios a favor de la causa de la RASD.
Fue retenida el 9 de septiembre de 2017 durante diecisiete días en el aeropuerto internacional de Lima a la espera de autorización para entrar en el país debido a las relaciones diplomáticas entre Perú y el Sahara Occidental.